# Chechłowo
Chechłowo est un village de Pologne, situé dans la gmina de 	Drohiczyn, dans le Powiat de Siemiatycze, dans la voïvodie de Podlachie.

## Histoire
Selon le recenssement de la commune de 1921, ont habité dans le village 234 personnes, dont 222 étaient catholiques, 7 orthodoxes, 1 grec catholique et 4 judaïques. Parallèlement, 224 habitants ont déclaré avoir la nationalité polonaise, 5 la nationalité biélorusse,4 la nationalité juive et 1 un autre. Dans le village, il y avait 40 bâtiments habitables.

## Source
- (en) Cet article est partiellement ou en totalité issu de l’article de Wikipédia en anglais intitulé « Chechłowo » (voir la liste des auteurs).